# Iranska košarkaška reprezentacija
Iranska košarkaška reprezentacija predstavlja državu Iran u međunarodnoj muškoj košarci. Jedna je od najjačih na azijskom kontinentu i tri puta prvak Azije. Naslov je osvojila 2007., 2009. i 2013. godine.
18. kolovoza 2008. na olimpijskom turniru Hrvatska je pobijedila Iran u skupini 91:57. Dana 29. kolovoza 2010. u skupini Svjetskog prvenstva Hrvatska je pobijedila 75:54.

## Trenutačna momčad
(sastav na SP 2010.)
| Ime i prezime      | Klub                    |
| ------------------ | ----------------------- |
| Mousa Nabipour     | Azad University Tehran  |
| Aren Davoudi       | Zob Ahan Isfahan        |
| Džavad Davari      | Petrochimi Bandar Imam  |
| Medi Kamrani       | Mahram Tehran           |
| Saman Veisi        | Shahrdari Gorgan        |
| Iman Zandi         | Louleh a.s. Bond Shiraz |
| Muhamed Hasanzadeh | Saba Mehr Qazvin        |
| Ošin Sahakian      | Zob Ahan Isfahan        |
| Arsalan Kazemi     | Rice University         |
| Ašgar Kardoust     | Azad University Tehran  |
| Saeid Davarpanah   | Petrochimi Bandar Imam  |
| Hamed Hadadi       | Memphis Grizzlies       |
| Veselin Matić      |                         |

## Nastupi na velikim natjecanjima

### Olimpijske igre
- 1948.: 14. mjesto
- 2008.: 11. mjesto

### Svjetska prvenstva
- 2010.: 19. mjesto
- 2014.: 20. mjesto

### Azijske igre
- 1951.:  bronca
- 1966.: 7. mjesto
- 1970.: 7. mjesto
- 1974.: 6. mjesto
- 1990.: 7. mjesto
- 1994.: 8. mjesto
- 1998.: 7. mjesto
- 2006.:  bronca
- 2010.:  bronca

### Azijsko prvenstvo
- 1973.: 5. mjesto
- 1981.: 8. mjesto
- 1983.: 5. mjesto
- 1985.: 8. mjesto
- 1989.: 5. mjesto
- 1991.: 6. mjesto
- 1993.: 4. mjesto
- 1995.: 10. mjesto
- 1997.: 8. mjesto
- 2003.: 5. mjesto
- 2005.: 6. mjesto
- 2007.:  zlato
- 2009.:  zlato
- 2011.: 5. mjesto
- 2013.:  zlato

### Azijski kup
- 2004.: odustali
- 2008.: odustali
- 2010.: 6. mjesto
- 2012.:  zlato

### Zapadnoazijsko prvenstvo
- 1999.: 4. mjesto
- 2000.: 4. mjesto
- 2001.:  bronca
- 2002.:  srebro
- 2004.:  zlato
- 2005.:  zlato
- 2010.:  zlato
- 2011.:  zlato
- 2012.:  srebro
- 2013.:  zlato

### FIBA-ina dijamantna lopta
- 2008.: 4. mjesto

### Zapadnoazijske igre
- 1997.:  zlato
- 2002.: 5. mjesto

### Igre islamske solidarnosti
- 2005.:  bronca

## Vanjske poveznice
- Službena stranica Iranskog košarkaškog saveza